# Chondrillinae
Chondrillinae (W.D.J. Koch) Lamotte, 1847  è una sottotribù di piante angiosperme dicotiledoni appartenenti alla famiglia delle Asteraceae.

## Etimologia
Il nome della sottotribù deriva dal nome greco di indivia o cicoria (le piante di questo genere sono molto simili alla cicoria) Il nome scientifico della sottotribù è stato definito per la prima volta dal medico e botanico tedesco Wilhelm Daniel Joseph Koch (Kusel, 5 marzo 1771 – Erlangen, 14 novembre 1849) in una pubblicazione del 1847.

## Descrizione

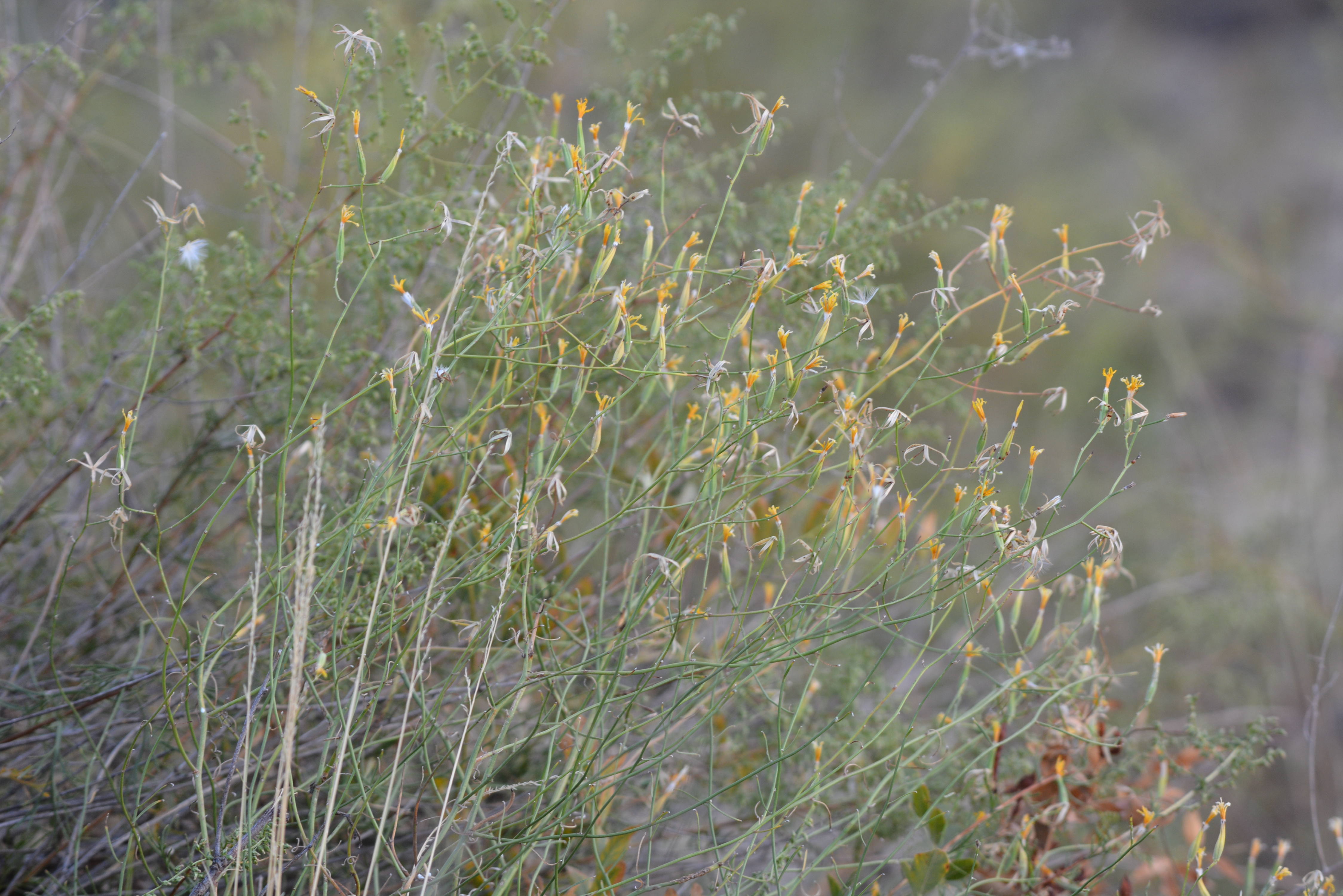
Il portamento
Chondrilla pauciflora

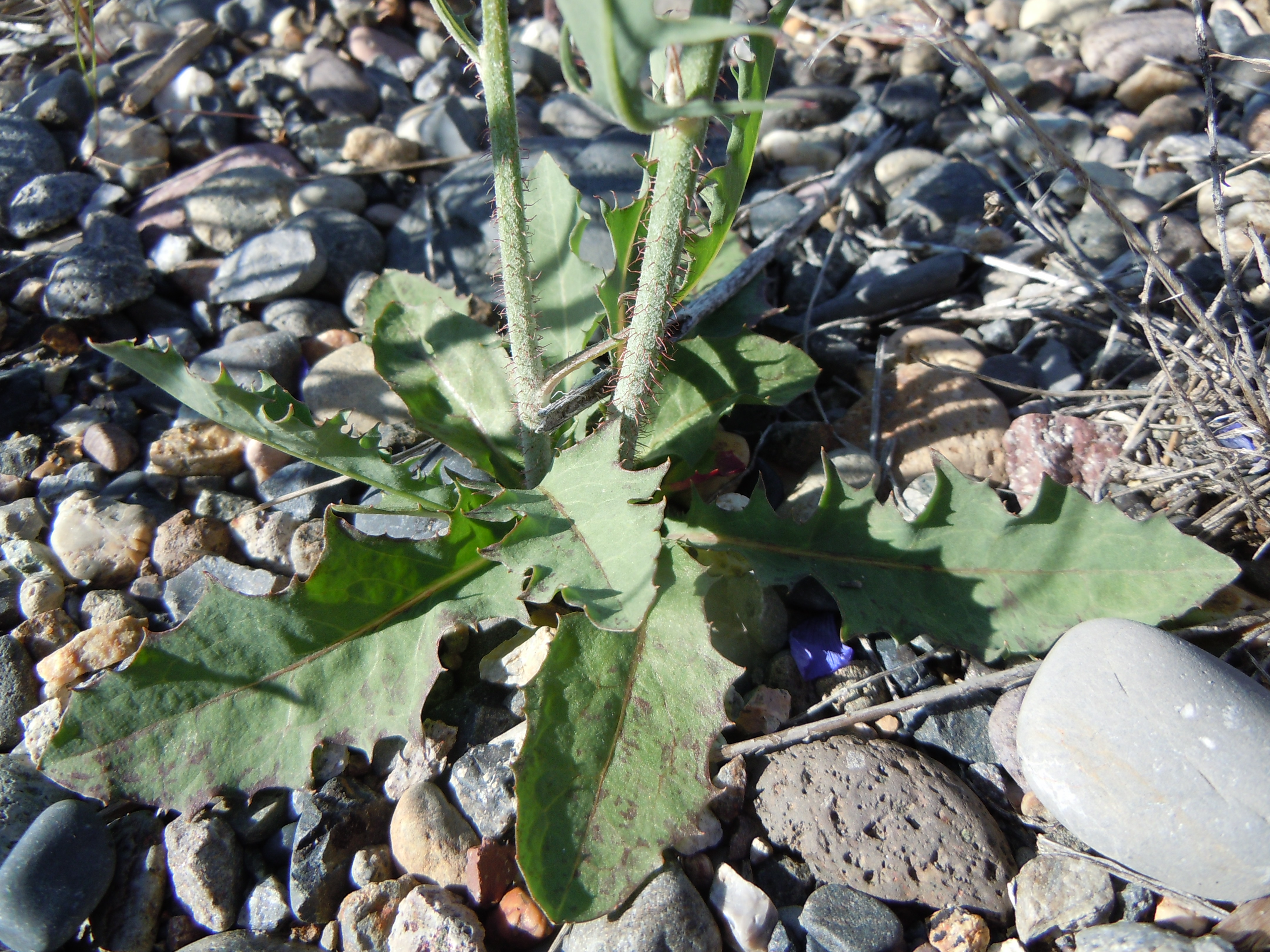
Le foglie
Chondrilla juncea

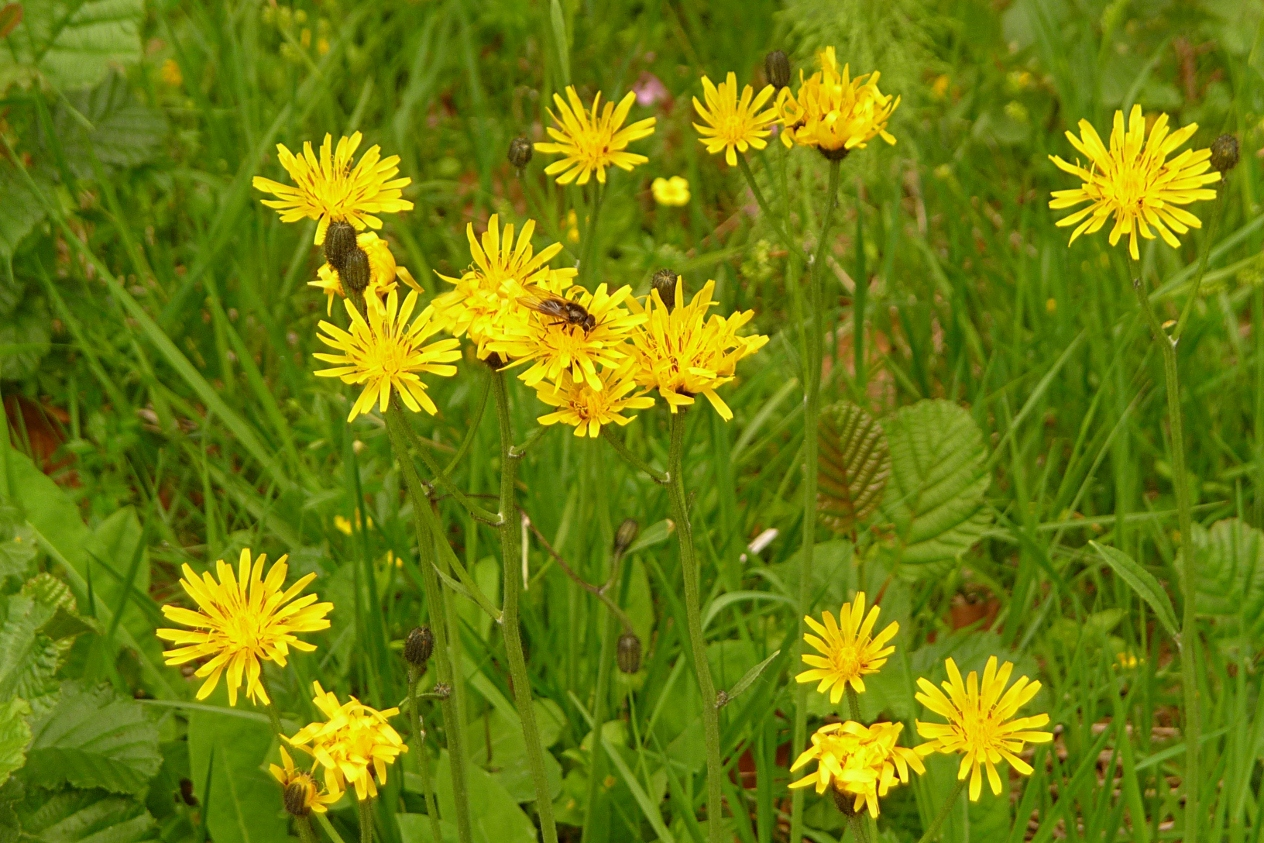
Infiorescenza
Willemetia stipitata

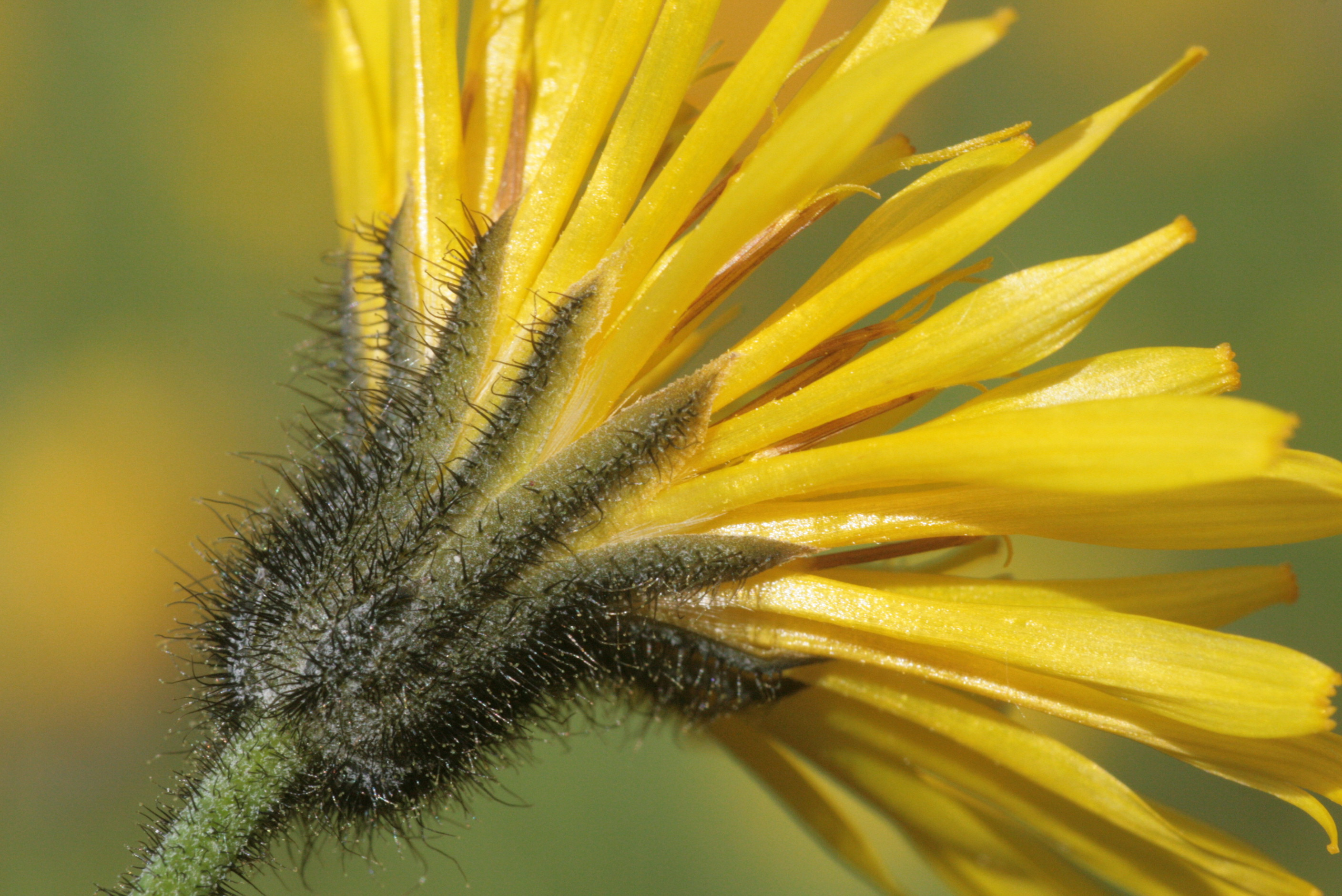
I fiori
Willemetia stipitata

Habitus. Le specie di questa sottotribù sono piante erbacee biennali o perenni la cui altezza raramente raggiunge il metro (genere Phitosia). Le radici in genere sono fittonanti oppure striscianti (Willemetia).
Foglie. Le foglie spesso sono raccolte in una rosetta basale (genere Chondrilla), ma sono disposte anche lungo il caule. I piccioli sono alati. La lamina delle foglie ha una forma strettamente lineare con bordi crenati (genere Willemetia) oppure una forma pennatifida (genere Chondrilla). In alcune specie le foglie sono molto ridotte (Chondrilla), in altre hanno un indumento aracnoide (Willemetia).
Infiorescenza. L'infiorescenza è del tipo a capolino con pochi fiori (5 - 12). I capolini, normalmente di tipo ligulifloro, sono formati da un involucro cilindrico composto da brattee (o squame) disposte su 1 - 2 serie all'interno delle quali un ricettacolo fa da base ai fiori ligulati (quelli periferici e radianti). Le squame, glabre o pelose, si dividono in esterne e interne; quelle esterne sono poche, quelle interne (massimo 8 - 10) hanno forme lineari-lanceolate. Il ricettacolo è nudo (ossia privo di pagliette a protezione della base dei fiori).
Fiori. I fiori sono tetra-ciclici (ossia sono presenti 4 verticilli: calice – corolla – androceo – gineceo) e pentameri (ogni verticillo ha in genere 5 elementi). I fiori sono ermafroditi e generalmente zigomorfi.
- Formula fiorale:

*/x K {\displaystyle \infty }, [C (5), A (5)], G 2 (infero), achenio
- Calice: i sepali del calice sono ridotti ad una coroncina di squame.
- Corolla:  le corolle sono formate da un tubo e una ligula terminante con 5 denti; la corolla è soprattutto gialla..
- Androceo: gli stami sono 5 con filamenti liberi e distinti, mentre le antere sono saldate in un manicotto (o tubo) circondante lo stilo.[12] Il polline è tricolporato.[13]
- Gineceo: lo stilo è filiforme, mentre gli stigmi dello stilo sono due divergenti. L'ovario è infero uniloculare formato da 2 carpelli.

Frutti. Il frutto è un achenio con pappo. L'achenio è chiaramente differenziato in un corpo principale e in un prolungamento o lungo becco alla base del quale si trovano dei piccoli denti a forma di coroncina. Il corpo principale è percorso da 5 coste principali e altre nervature secondarie. Il pappo è formato da lunghe setole scabre/barbate.

## Biologia
- Impollinazione: l'impollinazione avviene tramite insetti (impollinazione entomogama tramite farfalle diurne e notturne).
- Riproduzione: la fecondazione avviene fondamentalmente tramite l'impollinazione dei fiori (vedi sopra).
- Dispersione: i semi (gli acheni) cadendo a terra sono successivamente dispersi soprattutto da insetti tipo formiche (disseminazione mirmecoria). In questo tipo di piante avviene anche un altro tipo di dispersione: zoocoria. Infatti gli uncini delle brattee dell'involucro si agganciano ai peli degli animali di passaggio disperdendo così anche su lunghe distanze i semi della pianta.

## Distribuzione e habitat
La distribuzione di questa sottotribù è prevalentemente Eurasiatica.

## Tassonomia
La famiglia di appartenenza di questa voce (Asteraceae o Compositae, nomen conservandum) probabilmente originaria del Sud America, è la più numerosa del mondo vegetale, comprende oltre 23.000 specie distribuite su 1.535 generi, oppure 22.750 specie e 1.530 generi secondo altre fonti (una delle checklist più aggiornata elenca fino a 1.679 generi). La famiglia attualmente (2021) è divisa in 16 sottofamiglie.

### Filogenesi
La sottotribù di questa voce appartiene alla tribù Cichorieae (unica tribù della sottofamiglia Cichorioideae). In base ai dati filogenetici la sottofamiglia Cichorioideae è il terz'ultimo gruppo che si è separato dal nucleo delle Asteraceae (gli ultimi due sono Corymbioideae e Asteroideae). La sottotribù Chondrillinae fa parte del "quarto" clade della tribù; in questo clade è in posizione "centrale" vicina alle sottotribù Crepidinae (insieme formano un "gruppo fratello").
La sottotribù è formata da tre generi: Chondrilla, Willemetia e Phitosia dalle cui analisi molecolari risulta essere un clade ben supportato. All'interno della sottotribù il genere Chondrilla con il genere Willemetia formano un "gruppo fratello", mentre il genere Phitosia è in una posizione più "basale". In precedenti studi i tre generi inclusi sono stati generalmente trattati come membri della sottotribù Crepidinae.
Il seguente cladogramma, tratto dagli studi citati e semplificato, mostra l'attuale conoscenza della sottotribù. [La seguente configurazione filogenetica è basata sull'analisi di alcune particolari regioni (nrITS) del DNA; analisi su altre regioni (DNA del plastidio) possono dare dei risultati lievemente diversi].
|  | Phitosia                                                  |
|  |                                                           |
|  | \| \| Chondrilla \| \| \| \| \| \| Willemetia \| \| \| \| |
|  |                                                           |
|  | Chondrilla                                                |
|  |                                                           |
|  | Willemetia                                                |
|  |                                                           |

|  | Chondrilla |
|  |            |
|  | Willemetia |
|  |            |

I caratteri distintivi per le specie di questo gruppo sono:
- il fogliame caulino di queste piante è ridotto;
- la forma delle foglie in genere è lineare;
- i capolini sono pauciflori (da 7 a 15 fiori per capolino);
- gl'involucri hanno una o due serie di brattee;
- gli acheni sono prolungati in un becco alla cui base sono presenti alcuni dentelli.

Il numero cromosomico delle specie di questo gruppo è 2n = 10, 14, 15 e 18 (specie diploidi, triploidi e tetraploidi).

### Composizione della sottotribù
La sottotribù comprende 3 generi e 34 specie.

| Genere                          | N. specie                                                     | Distribuzione            |
| ------------------------------- | ------------------------------------------------------------- | ------------------------ |
| Chondrilla L., 1753             | 31                                                            | Eurasia e Mediterraneo   |
| Phitosia Kamari & Greuter, 2000 | Una specie: P. crocifolia (Boiss. & Heldr.) Kamari & Greuter) | Grecia (zone montagnose) |
| Willemetia Neck., 1777          | 2                                                             | Europa, Caucaso e Iran   |

### Flora spontanea italiana
Nella flora spontanea italiana, di questa sottotribù, sono presenti le seguenti specie:
- Chondrilla:

Chondrilla chondrilloides (Ard.) Karsten - Lattugaccio dei torrenti: in Italia si trova nelle Alpi centro-orientali fino ad una altitudine di 1.600 m s.l.m..
Chondrilla juncea L. - Lattugaccio comune: in Italia si trova ovunque fino ad una altitudine di 1.700 m s.l.m..
- Willemetia:

Willemetia stipitata  (Jacq.) Dalla Torre - Lattugaccio palustre: in Italia è una specie rara si trova al Nord fino ad una quota compresa tra 1.700 - 2.200 m s.l.m..